# 珠玉の女
『珠玉の女』（しゅぎょくのひと）は、1992年9月28日から1993年3月26日にかけて毎週月曜日から金曜日の午前8時30分から8時55分（JST）によみうりテレビで放送された帯ドラマである（朝の連続ドラマ第14作）。制作はよみうりテレビ・泉放送制作である。系列局であるNTVでは、午前10時00分から10時25分に放送されていた。

## 概要
朝の連続ドラマのサスペンスへの方向転換の第2作であったが、視聴率が低迷したことなどからこの作品をもってサスペンス、および半年完結のシリーズは終了となり、1993年度（4月以後）は3か月（1クール）をひとくくりとした若者向けホームドラマ作品に転嫁する。

## キャスト
- 円山明子：佳那晃子
- 修司：中条きよし
- 小島由美：川上麻衣子
- 岡田茉莉子
- 小山明子
- 中村玉緒
- 松本信吉：長門裕之
- 小島登：犬塚弘
- ミヤコ蝶々
- 大西善三：大村崑
- 蜷川有紀
- 杉山透：小坂一也
- 高木支店長：小島慶四郎
- 正司照枝
- 千代：根岸明美
- 東条幸子：佐野アツ子
- 頭師孝雄
- 渋川竜太郎：下塚誠
- 茂子：石井富子
- 円山正男：越智則英
- 円山良子：雪絵ゆき
- 円山努：稲葉祐貴
- 清水香里
- 北川：北山雅康
- 灰地順
- 南條豊
- 西村健：森川隆士
- 洋子：岡本真由美
- 客：山崎満
- 山村聡
- 船渡：篠塚勝
- ナレーター：河内桃子

## スタッフ
- 企画：今岡大爾（よみうりテレビ）
- プロデューサー：富田求（よみうりテレビ）、宮武昭夫・田尻丈人（VSO）
- 脚本：小国正皓・上條逸雄・山岡真皓・田代淳二
- 音楽：桑原研郎
- 演出：真船禎・福田真治・福田誠
- 技術協力：東通
- 美術協力：アックス
- スタジオ：緑山スタジオ・シティ
- 制作：よみうりテレビ、VSO
  - 泉放送制作は番組上ではVSOとして記していた。これは当時、日本テレビ(関東ローカル)と同じ時間帯にテレビ朝日のクイズ・帯番組『100万円クイズハンター』を制作していた為である。

## 主題歌
- 「心凍らせて」（唄：高山厳、ポリスター/作詞：荒木とよひさ、作曲：浜圭介、編曲：今泉敏郎）

※原盤権はアップフロントグループが所持しているため、現在はアップフロントワークス・ライスミュージックから発売。このドラマがきっかけでこの曲が後にヒットした。
| よみうりテレビ 朝の連続ドラマ | よみうりテレビ 朝の連続ドラマ | よみうりテレビ 朝の連続ドラマ |
| 前番組                        | 番組名                        | 次番組                        |
| ----------------------------- | ----------------------------- | ----------------------------- |
| 愛情物語                      | 珠玉の女                      | パパっ子ちゃん                |